# Pavel Osipovič Kovalevskij
Pavel Osipovič Kovalevskij (rusky Павел Осипович Ковалевский; 4. srpna 1843, Kazaň – 7. března 1903, Petrohrad) byl ruský malíř bitev, syn mongolisty Osipa Michajloviče Kovalevského.

## Život
Po nedokončení gymnázia nastoupil v roce 1862 na Carskou akademii umění ,kde se stal jeho učitelem Bogdan Villevalde. Během studia získal čtyři stříbrné medaile a v roce 1869 malou zlatou medaili za obraz Pronásledování tureckých pastevců kozáky v blízkosti Karsu. V roce 1871 získal velkou zlatou medaili za obraz První den bitvy v Lipsku v roce 1813.
V roce 1873 se za stipendium od ruského státu vydal na tříletou cestu do Německa, Rakouska, Itálie a pracoval hlavně v Římě. Za obraz Vykopávky v Římě získal v roce 1876 titul akademika carské akademie umění. V průběhu rusko-turecké války v letech 1877-1878 doprovázel ruskou armádu a sbíral bohaté zásoby materiálů pro následné malby. V roce 1881 byl povýšen do hodnosti profesora.
Od roku 1897 působil jako vedoucí ateliéru bitevních scén na akademii. Byl považován za jednoho z nejlepších malířů koní. V 90. letech 19. století vytvořil ilustrace pro dílo Vojna a mír.

## Galerie

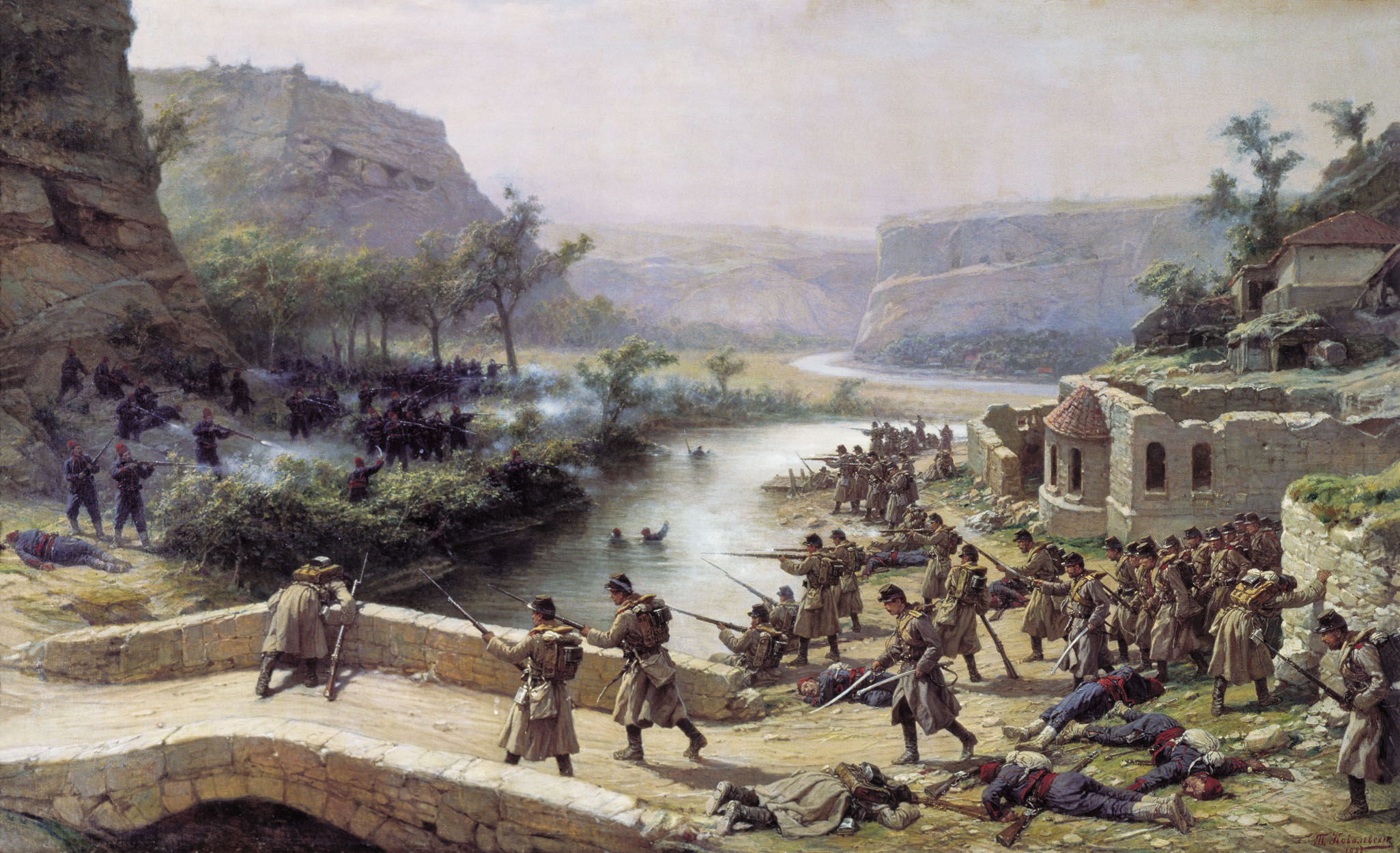
Bitva u Ivanovo Chiflik
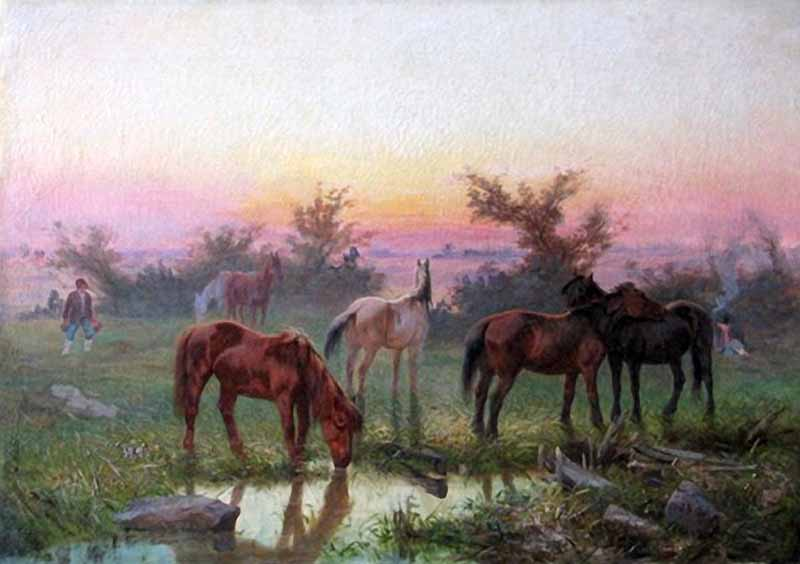
Koně za úsvitu